# Володин, Николай Константинович
Николай Константинович Володин (1910 — 2004) — советский военный деятель, генерал-лейтенант танковых войск (1961).

## Биография
Родился в 1910 г. в с. Чеботаевка, ныне,  Сурского района Ульяновской области. Русский. Член ВКП(б) с 1931 г.
В 1932 году добровольно вступил РККА.  В 1934 г. окончил Саратовскую бронетанковую школу.  На ноябрь 1936 г. - командир учебного взвода 3-го механизированного полка 3-й кавалерийской дивизии.  В 1940 году окончил ВАММ им. Сталина  (танковое отделение).
В начале войны - начальник оперативного отдела штаба 39-й танковой дивизии в г. Черновцы. В августе 1941 г. в районе Умани вышел из окружения в составе 39-й танковой дивизии (с оружием). 
С 22 сентября 1941 г. по 30 марта 1942 г. капитан Володин — начальник штаба 34-й мотострелковой бригады Юго-Западного фронта. С 1 апреля по 1 сентября 1942 г. — начальник штаба 31-й танковой бригады. С 15 сентября 1942 г. — командир 25-й танковой бригады Западного фронта. С 8 октября 1943 г. по январь 1946 г. — начальник штаба 31-го танкового корпуса. 
В 1948 г. окончил Высшую военную академию им. Ворошилова. После войны генерал-майор Володин Н. К. командовал 11-й гвардейской танковой дивизией (май 1948 — февраль 1950), был начальником штаба 1-й гвардейской механизированной армией в ГСВГ (февраль 1950 — январь 1952), военным советником в КНР. Генерал-лейтенант Володин Н. К. (09.1960 — 12.1964) являлся начальником штаба Прикарпатского военного округа, а с декабря 1964 по январь 1970 годов — начальником штаба Киевского военного округа.
Жил в Киеве. Умер 19 ноября 2004 г. Похоронен в Киеве на Байковом кладбище.

## Награды
- 5 орденов Красного Знамени
- орден Кутузова II степени
- 2 ордена Красной Звезды
- 2 ордена Отечественной войны I степени
- медали СССР
- знак «50 лет пребывания в КПСС»
- иностранные награды.